# Katona György (festő)
Katona György (Nagyvárad, 1960  – Pápa, 2021) erdélyi magyar festőművész, grafikus, szobrász és művésztanár.

## Gyermekkora
Nagyváradon született 1960-ban, gyermek‑ és ifjúkorát a szilágysági Sarmaságon töltötte. Családja korán megismertette a művészetekkel és a kézművességgel.

## Tanulmányok
Elvégezte a Kolozsvári Művészeti Líceumot (képzőművészeti gimnázium).
1984-ben diplomázott festészet szakon a kolozsvári Ion Andreescu Képzőművészeti Főiskolán.

## Korai kiállítások
Erdélyben részt vett számos csoportos és egyéni tárlaton (Csíkszereda, Nagyvárad, Temesvár, Nagybánya, Bukarest stb.).

## Magyarországra település
1989-ben családjával Pápán telepedett le, ahol pályája legfontosabb éveit töltötte.

## Művészete és stílusa
Katona György több stílusban és technikával dolgozott, alkotásai egyszerre kötődnek az európai és magyar művészeti hagyományokhoz. Műveiben együtt jelenik meg a múlt öröksége és a modernség.

### Fő témák és technikák
- Ikonszerű kompozíciók, barokkos zsúfoltság, éles kontrasztok
- Domború felületű képek, saját fejlesztésű technikával
- Impresszionisztikus plein-air tájfestmények: pápai utcák, erdélyi falvak, tájak
- Portrék, csendéletek, figurális és absztrakt munkák, biblikus és szimbolikus ábrázolások
- Grafikák: akvarell, ceruza, szén, toll, tinta, pasztell; ismert személyek (Petőfi, József Attila) portréi szövegrészletekkel
- Domborműszerű megoldások vastagon felvitt festékréteggel vagy gipszfelülettel, plasztikus hatással
- Szecessziós ornamentika, mozaikszerű csorgatásos technika – amely a gótikus ólomüveg és az art deco esztétikáját egyesíti[5]

### Közterekre készült művek
- Bakonyszentlászló, háborús emlékmű (bronz, bazalt, 3,5 m, 1993)
- A csóti iskola falán két secco technikájú falfestmény (Rege, 7 × 2,3 m; Mese, 5 × 2 m, 1997)
- A pápai vasútállomáson dombormű a német ajkú kitelepítettek emlékére.

## Tábori és oktatói tevékenység
A nyári alkotótáborok állandó résztvevője (Tihany, Zsobok, Mezőmadaras stb.) volt, a nagybányai plein-air hagyomány folytatójaként tanítványainak is a szabadban festést népszerűsítette. Óvodásoktól felnőttekig tartott oktatást, főként a Pápai Református Kollégium Művészeti Szakgimnáziumában tevékenykedett. Tanítványai sokan kerültek felsőoktatásba, műtermét róla nevezték el, és emlékfalat is avattak benne.

## Tagságok
| Év   | Szervezet                                        |
| ---- | ------------------------------------------------ |
| 1990 | Magyar Köztársaság Képzőművészeti Alapja         |
| 1991 | Veszprémi Művész Céh                             |
| 1995 | Magyar Alkotóművészek Országos Egyesülete (MAOE) |
| 2016 | Rovás Alkotócsoport                              |
| 2017 | Barabás Miklós Céh                               |

## Kiállítások

### Egyéni
1988–1998 között Erdélyben, Magyarországon és külföldön (pl. Szlovákia, Németország) kiemelkedő galériákban mutatkozott be.

### Csoportos
Rendszeresen szerepelt országos és nemzetközi tárlatokon (Csíkszereda, Nagybánya, Bukarest, Toronto, München, Hollandia, Brazília stb.).

## Elismerések és kiadványok
- Ötvenedik születésnapja körül hét állomásos kiállítássorozat, valamint katalógus‑album jelent meg.
- A Pápa Városi Televízió portréfilmje – készítve körülbelül 2000-ben – országos különdíjat kapott.
- Utolsó önálló kiállítására 2021. november 17‑én a Pannonia Reformata Múzeumban került sor.